# Journal of Information Science
Journal of Information Science – czasopismo naukowe poświęcone informatologii. Jest indeksowane w bazach: Social Sciences Citation Index oraz Scopus. W 2019 r. wskaźnik cytowań czasopisma według Journal Citation Reports wynosił 2.410. W tym samym roku czasopismo uzyskało 100 punktów na liście czasopism punktowanych Ministerstwa Nauki i Szkolnictwa Wyższego.

## Historia
Czasopismo zostało założone w 1979 r. przez Chartered Institute of Library and Information Professionals. Jego poprzednikami były Bulletin of the Institute of Information Scientists (wydawany do 1967 r.) oraz The Information Scientist (1967–1978). Pierwszym redaktorem Journal of Information Science był Alan Gilchrist (1979–2003). Obecnie funkcję tę pełnią Allen Foster oraz Pauline Rafferty.